# Богданов, Юрий Иванович
Юрий Иванович Богданов (родился в 1951 году, Курильские острова) — советский и российский звукорежиссёр, мастеринг-инженер, продюсер. Музыкант-синтезаторщик, гитарист, клавишник.

## Биография
Родился на Курилах в семье офицера. В детстве научился играть на подаренном бабушкой баяне. 
Окончил МЭИ (радиотехнический факультет, вечернее отделение). Во время учёбы начал работать в музее им. Скрябина. 
В период с 1971 по 1980 гг. работал в Московской экспериментальной студии электронной музыки, созданной русским изобретателем уникального фотоэлектронного синтезатора звука «АНС» Е. Мурзиным. Участвовал в создании электронной музыки более чем к 200 кинофильмам.
С 1979 по 1992 год работал на фирме «Мелодия» в звании звукорежиссёра высшей категории. Записал сотни произведений классического стиля, рок- и поп-композиций.

### Творчество
Тесно работал с Эдуардом Артемьевым, Владимиром Мартыновым (в 1980-м году выходит их совместная пластинка «Метаморфозы» в жанре электронной интерпретации классических произведений барокко и импрессионизма) (по утверждению Богданова, эта запись была «попыткой попасть в формат „Мелодии“»), а также с Татьяной Гринденко, Алексеем Любимовым. Руководитель электронной рок-группы «Бумеранг»[когда?].
В 1980 году был главным звукорежиссёром церемонии открытия Летних Олимпийских игр в Москве. 

Работал главным звукорежиссёром с композитором и продюсером Юрием Чернавским на «Всемирном фестивале молодёжи и студентов» в Москве, церемонии открытия «Игр доброй воли» СССР-США, Советско-Индийских фестивалей и многих других международных мероприятиях. 
Осуществил запись рок-оперы «Юнона и Авось», мастеринг альбома «Банановые острова», а также был первым продюсером таких исполнителей как Bad Balance, Богдан Титомир, Алёна Свиридова, Михей и Джуманджи.
Юрий Иванович является экспертом в области звукозаписи и мастеринга, он записал сотни альбомов и концертов многочисленных исполнителей, работал с авторами и исполнителями в России и за рубежом.  
В 90-х гг. проживал и стажировался на студиях в Лос-Анджелесе (США). Является представителем AES (Audio Engineering Society) в России.